# Stilpnopappus villosus
Stilpnopappus villosus là một loài thực vật có hoa trong họ Cúc. Loài này được Mart. ex Baker miêu tả khoa học đầu tiên năm 1873.